# Charles Sturt
Charles Napier Sturt (Bengala, 28 de abril de 1795 – Cheltenham, 16 de junho de 1869) foi um oficial britânico e explorador da Austrália. Ele liderou várias expedições ao interior do continente, começando em Sydney e depois em Adelaide. Suas expedições rastrearam vários dos rios que correm para o oeste, estabelecendo que todos eles se fundiram com o rio Murray, que deságua no Oceano Antártico. Ele estava procurando provar sua própria crença apaixonada de que um "mar interior" estava localizado no centro do continente. Ele alcançou o posto de Capitão, serviu em vários cargos nomeados e no Conselho Legislativo.

## Carreira
Charles Sturt nasceu em Bengala, Índia Britânica, o filho mais velho (de treze filhos) de Thomas Lenox Napier Sturt, um juiz da Companhia Britânica das Índias Orientais, e sua esposa. Com a idade de cinco anos, Charles foi enviado para viver com parentes na Inglaterra para ser educado, como era costume para os filhos da classe alta colonial. Depois de frequentar uma escola preparatória, ele foi enviado para Harrow em 1810.
Em 1812, Charles foi estudar com um Sr. Preston perto de Cambridge, mas seu pai não era rico e teve dificuldade em encontrar dinheiro para mandá-lo para a Universidade de Cambridge, ou para estabelecê-lo em uma profissão. Uma tia recorreu ao príncipe regente e, em 9 de Setembro 1813, Sturt foi anunciado como um estandarte com o 39º Regimento (Dorsetshire) de Infantaria do exército britânico.
Sturt entrou em ação com o duque de Wellington na Guerra Peninsular e contra os estadunidenses no Canadá durante a Guerra de 1812. Ele retornou à Europa alguns dias após a Batalha de Waterloo.  Sturt foi nomeado tenente em 7 de abril de 1823 e promovido a capitão em 15 de dezembro de 1825. Com um destacamento de seu regimento, Sturt escoltou condenados a bordo do Mariner para New South Wales, chegando a Sydney em 23 de maio de 1827. Construindo uma vida lá.
No início de 1847, Sturt foi para a Inglaterra de licença. Ele chegou em outubro e recebeu a medalha de ouro da Royal Geographical Society. Ele preparou sua Narrativa de uma Expedição na Austrália Central para publicação; no entanto, não foi publicado até o início de 1849. Durante todo esse tempo, ele estava sofrendo novamente com problemas de visão.
Sturt voltou para Adelaide com sua família, chegando em agosto de 1849. Ele foi imediatamente nomeado secretário colonial com assento no conselho legislativo. Não faltou trabalho nos anos seguintes. Estradas foram construídas e a navegação no Murray foi incentivada. No entanto, Sturt voltou a ter problemas com os olhos, o que limitava sua capacidade de desempenhar essas funções. Em 30 de dezembro de 1851, ele renunciou aos dois cargos e recebeu uma pensão de £ 600 por ano. Ele se estabeleceu em 200 hectares (490 acres) de terra perto de Adelaide e do mar. Mas as descobertas de ouro aumentaram o custo de vida lá. Em 19 de março de 1853, Sturt e sua família partiram para a Inglaterra. Sturt morava em Cheltenham e se dedicou à educação de seus filhos.
A saúde de Sturt estava muito variável e em 16 de junho de 1869 ele morreu repentinamente.